# هنري روبن
هنري روبن هو ساحر استعراضي هولندي، ولد في 1811، وتوفي في 1874.